# Вектор Шепли
Вектор Шепли — принцип оптимальности распределения выигрыша между игроками в задачах теории кооперативных игр. Представляет собой распределение, в котором выигрыш каждого игрока равен его среднему вкладу в благосостояние тотальной коалиции при определенном механизме её формирования. Назван в честь американского экономиста и математика Ллойда Шепли.

## Формальное определение
Для кооперативной игры рассмотрим некоторое упорядочение множества игроков {\displaystyle N}. Обозначим через {\displaystyle K_{i}}
подмножество, содержащее {\displaystyle i} первых игроков в данном упорядочении. Вкладом {\displaystyle i}-го по счету игрока назовем величину
{\displaystyle v(K_{i})-v(K_{i-1})}, где {\displaystyle v} — характеристическая функция кооперативной игры.
Вектором Шепли кооперативной игры называется такое распределение выигрыша, в котором каждый игрок получает
математическое ожидание своего вклада в соответствующие коалиции {\displaystyle K_{i}}, при равновероятном возникновении упорядочений:
где {\displaystyle n} — количество игроков, {\displaystyle T} — множество упорядочений множества игроков {\displaystyle N,\ x_{\tau }} — распределение выигрыша, в котором игрок, стоящий на месте {\displaystyle i} в упорядочении {\displaystyle \tau }, получает свой
вклад в коалицию {\displaystyle K_{i}} (точка Вебера).
Более распространенная формула для вычисления вектора Шепли, не требующая нахождения {\displaystyle n!} точек Вебера, имеет вид:
где {\displaystyle n} — количество игроков, {\displaystyle k} — количество участников коалиции {\displaystyle K}.

## Аксиоматика вектора Шепли
Вектор Шепли удовлетворяет следующим свойствам:
1. Линейность. Отображение {\displaystyle \Phi (v)} представляет собой линейный оператор, то есть для любых двух игр с характеристическими функциями {\displaystyle v} и {\displaystyle w}
и для любой игры с характеристической функцией {\displaystyle v} и для любого {\displaystyle \alpha }
2. Симметричность. Получаемый игроком выигрыш не зависит от его номера. Это означает, что если игра {\displaystyle w}
получена из игры {\displaystyle v} перестановкой игроков, то её вектор Шепли {\displaystyle \Phi (w)} есть вектор {\displaystyle \Phi (v)}
с соответствующим образом переставленными элементами.
3. Аксиома болвана. Болваном в теории кооперативных игр называется бесполезный игрок, не вносящий вклада
ни в какую коалицию, то есть игрок {\displaystyle i} такой, что для любой коалиции {\displaystyle K}, содержащей {\displaystyle i}, выполнено:
{\displaystyle v(K)-v(K\setminus i)=0}.
Аксиома болвана состоит в том, что если игрок {\displaystyle i} — болван, то {\displaystyle \Phi (v)_{i}=0}.
4. Эффективность. Вектор Шепли позволяет полностью распределить имеющееся в распоряжении тотальной коалиции благосостояние, то есть сумма компонент вектора {\displaystyle \Phi (v)} равна {\displaystyle v(N)}.
Теорема Шепли. Для любой кооперативной игры {\displaystyle v} существует единственное распределение выигрыша, удовлетворяющее аксиомам 1 — 4, задаваемое приведенной выше формулой.

## Приложения
Одним из современных приложений вектора Шепли в машинном обучении является оценка влияния отдельных признаков примера на прогнозируемое значение при решении задачи классификации или регрессии.